# ريبيكا جيمس
ريبيكا جيمس (بالإنجليزية: Rebecca St. James)‏ (و. 1977 – م) هي ممثلة أفلام، ومغنية مؤلفة، ومغنية، وممثلة، وملحنة، من أستراليا، ولدت في سيدني.

## وصلات خارجية
- ريبيكا جيمس على موقع IMDb (الإنجليزية)
- ريبيكا جيمس على موقع ألو سيني (الفرنسية)
- ريبيكا جيمس على موقع ميوزك برينز (الإنجليزية)
- ريبيكا جيمس على موقع أول موفي (الإنجليزية)
- ريبيكا جيمس على موقع أول ميوزيك (الإنجليزية)
- ريبيكا جيمس على موقع ديسكوغز (الإنجليزية)
- ريبيكا جيمس على موقع قاعدة بيانات الفيلم (الإنجليزية)
- ريبيكا جيمس على موقع كينوبويسك (الروسية)